# 5041 Theotes
5041 Theotes este o planetă minoră (asteroid), cu un diametru de 41,899 km, din Asteroid troian al lui Jupiter. A fost descoperită pe 19 septembrie 1973 la Observatorul Palomar de Cornelis Johannes van Houten și a fost numită după Meanings of minor planet names: 5001–6000⁠(d). 
Obiectul prezintă o orbită caracterizată de o semiaxă mare de 5,1866693 UAi, o excentricitate de 0,037, o înclinație de 10,58542 ° în raport cu ecliptica.